# Andy Ward (musicista)
Andrew John Ward (Epsom, 28 settembre 1952) è un batterista britannico.

## Biografia
Ward è stato batterista e membro fondatore di uno dei gruppi più importanti del rock progressivo: i Camel (nati dalle ceneri di The Brew, primo gruppo di Ward). Tuttavia, a causa di problemi di salute (causati da abuso di alcol e droga) dovette abbandonare il gruppo nel 1981. Il suo nome si fece di lì a poco risentire grazie alla sua breve permanenza nei Marillion. Negli anni novanta Ward fece parte del progetto di Richard Sinclair Caravan of Dreams e del supergruppo Mirage (che comprendeva membri dei Camel e dei Caravan). Ha anche militato nei gruppi The Chrysanthemums e The Bevis Frond. Nel 2002 uscì Stick Around, compilation che comprende il meglio del suo soggiorno nei Camel e in altri progetti.

## Discografia
- Discografia completa, su andywardmusic.com. URL consultato il 7 febbraio 2007 (archiviato dall'url originale il 23 maggio 2007).